# Walter Lohmann
Walter Lohmann (Bochum, 21 de julho de 1911 - Sion, Suíça, 18 de abril de 1993) foi um ciclista alemão, profissional desde o 1927 até 1947. Especializou-se no ciclismo em pista, destacando de sua palmarés o Campeonato do mundo de meio fundo.

## Palmarés
- 1932
  - 1r na Berlim-Cottbus-Berlim amador
- 1934
  - 1r aos Seis dias de Berlim (com Viktor Rausch)
- 1937
  - Campeão do mundo de meio fundo
- 1938
  - Campeão da Alemanha em meio fundo
- 1941
  - Campeão da Alemanha em meio fundo
- 1943
  - Campeão da Alemanha em meio fundo
- 1944
  - Campeão da Alemanha em meio fundo
- 1946
  - Campeão da Alemanha em meio fundo
- 1948
  - Campeão da Alemanha em meio fundo
- 1949
  - Campeão da Alemanha em meio fundo
- 1951
  - Campeão da Alemanha em meio fundo
- 1953
  - Campeão da Alemanha em meio fundo